# Парушка (Польша)
Парушка (пол. Paruszka) — село в западно-центральной части Польши, в административном районе Гмина Краенка, Злотувском повяте в Великопольском воеводстве. Лежит примерно в 8 километрах к юго-западу от Краенки, в 14 км юго-западнее Злотува и 97 км севернее административного центра региона — Познани.
До 1945 года территория являлась частью Германии. В 1975—1988 годах территория административно входила в Пильское воеводство. История села пересекается с историей Злотувского повята.
Население села — 330 человек.